# Strepsinoma
Strepsinoma là một chi bướm đêm thuộc họ Crambidae.